# Roman Bniński (instruktor harcerski)
Roman Piotr Bniński h. Łodzia (ur. 31 października 1869 w Tobolsku, zm. 12 września 1948 w Krakowie) – hrabia, Przewodniczący Związku Harcerstwa Polskiego.

## Życiorys
Urodził się w rodzinie Romana Józefa Nepomucena hr. Bnińskiego h. Łodzia (1826–1912), powstańca z 1863, i Wacławy z Sobańskich h. Junosza (1840–1889). Miał siostry: Wacławę (zmarłą w dzieciństwie) i Marię (1865–1918) oraz brata Hilarego Aleksandra (1873–1946). Uczęszczał do krakowskich szkół: I Gimnazjum św. Anny, II Gimnazjum św. Jacka oraz III Gimnazjum im. Króla Jana III Sobieskiego. Egzamin maturalny zdał we wrześniu 1888 r. Podjął studia na Wydziale Filozoficznym Uniwersytetu Jagiellońskiego. Studiował również w Studium Rolniczym Uniwersytetu Jagiellońskiego. Po zdaniu w lipcu 1891 r. egzaminu rolniczego osiadł w rodzinnym majątku w Wacławówce, w pow. berdyczowskim. Ponadto zarządzał powierzonymi majątkami, liczącymi pod koniec XIX w. łącznie prawie 65 tys. hektarów. Przed wybuchem I wojny światowej prowadził własny majątek Dżuryn w pow. jampolskim na Podolu. Podczas wojny pracował na rzecz uchodźców, rannych i chorych oraz jeńców Polaków. W 1914 r. założył, utrzymywał i prowadził (do połowy 1917 r.) szpital na 18 łóżek dla żołnierzy rekonwalescentów Polaków. Był współzałożycielem kijowskiego oddziału Polskiego Towarzystwa Ofiarom Wojny; od maja 1916 r. pełnił funkcję jego wiceprzewodniczącego. Był też aktywnym działaczem rozwijającego się harcerstwa na Ukrainie, działał w Patronacie Skautowym, który powstał w 1915 r., a następnie w Towarzystwie Popierania Ruchu Harcerskiego w Kijowie, którego był sekretarzem (przewodniczącym był Antoni Czerwiński). Dzięki staraniom Towarzystwa Popierania Ruchu Harcerskiego, skauci otrzymywali zasiłki oraz ofiary od osób prywatnych. W marcu 1917 r. został członkiem Polskiego Komitetu Wykonawczego na Rusi. Wraz z Olgierdem Grzymałowskim, Stanisławem Sedlaczkiem, Henrykiem Glassem i całą grupą instruktorów ideowo związanych z Ruchem Narodowym prowadził Harcerstwo Polskie na Rusi, obejmujące tereny od Kijowa po Petersburg i Moskwę. Był członkiem Naczelnictwa Skautowego w Kijowie.
Po powrocie do Polski osiadł w Poznańskiem. Został tam przewodniczącym Zarządu Oddziału ZHP w Poznaniu. 19 kwietnia 1925 r. został Przewodniczącym Związku Harcerstwa Polskiego, którym był przez rok. Podał się do dymisji 9 kwietnia 1926 r. w wyniku konfliktu, do jakiego doszło w łonie Naczelnej Rady Harcerskiej za sprawą Antoniego Olbromskiego i Tadeusza Kamieńskiego na tle obaw łódzkich instruktorów, iż władze ZHP ulegają wpływom politycznym, a to groziło uwikłaniem harcerstwa w walki partyjne. Po rezygnacji był m.in. przewodniczącym (w latach 1926–1933) Centralnego Biura Porozumienia Organizacji Współdziałających w Zwalczaniu Komunizmu. Przy badaniu metod działalności komunistycznej współpracował z ks. kard. Augustem Hlondem, ks. bp. Stanisławem Adamskim, ks. hm Stefanem Wyszyńskim i ks. Szwejnicem. Trzon pracowników społecznych Centralnego Biura stanowili wtedy instruktorzy harcerscy, m.in. również Władysław Sołtan.
Od 6 września 1904 r. był mężem Marii Tekli z Czarneckich h. Prus III (1878–1932). Dzieci nie mieli.
Zmarł 12 września 1948 r. w Krakowie. Pochowany 15 września 1948 r. na cmentarzu Rakowickim.

## Ordery i odznaczenia
- Krzyż Komandorski Orderu Odrodzenia Polski (7 listopada 1925)[12]
- Odznaka ZHP „Wdzięczności” (1921)